# Коберидзе, Отар Леонтьевич
Ота́р Лео́нтьевич Кобери́дзе (груз. ოთარ კობერიძე; 17 декабря 1924, Тифлис, ЗСФСР, СССР — 9 марта 2015, Тбилиси, Грузия) — советский и грузинский актёр театра и кино, кинорежиссёр и сценарист. Народный артист Грузинской ССР (1967).

## Биография
Родился 17 декабря 1924 года в Тифлисе (ныне Тбилиси, Грузия).
Участник Великой Отечественной войны с июня 1944 года. Командир орудия, младший сержант.
В 1947—1949 годах заочно учился на юридическом факультете Тбилисского юридического института.
В 1948 году, окончив Школу киноактёров при Тбилисской киностудии (ныне — студия «Грузия-фильм»), стал актёром Сухумского драматического театра.
Актёр (1956) и режиссёр (1963) киностудии «Грузия-фильм». Член КПСС с 1966 года.
В 1941 году сыграл в своей первой картине «В чёрных горах». В 1948 году исполнил небольшую роль в культовой ленте «Кето и Котэ». Всесоюзное признание Коберидзе принесла роль главного героя в картине «Баши-Ачук» (1956). Всего сыграл более 50 ролей в кино.
Актёр Тбилисского театра имени К. А. Марджанишвили.
Был женат на Лии Элиаве.
Отар Леонтьевич Коберидзе скончался 9 марта 2015 года в Тбилиси (Грузия). Погребён в Дидубийском пантеоне.

## Награды
- заслуженный артист Абхазской АССР (1954)[7]
- заслуженный артист Грузинской ССР (1958)
- народный артист Грузинской ССР (1967)
- народный артист Абхазской АССР (1981)[7]
- премия имени М. Абашидзе (2002)[8]
- медаль «За боевые заслуги» (11.5.1945)
- орден Отечественной войны II степени (6.4.1985)

## Фильмография

### Актёрские работы
- 1941 — В чёрных горах (к/м) — партизан
- 1948 — Кето и Котэ — эпизод
- 1957 — Баши-Ачук — воин Глахо Баши-ачук
- 1957 — Судьба женщины — Акакий
- 1957 — Я скажу правду — Отар Дэвидзе (озвучил Анатолий Ларионов)
- 1958 — Мамлюк — Махмуд
- 1958 — Чужие дети — Дато
- 1959 — День последний, день первый — Леван
- 1960 — Ловцы губок — Петрис
- 1960 — Прерванная песня — Гурам Геловани
- 1961 — Любушка — товарищ Гречуха, красный командир (озвучил Евгений Матвеев)
- 1962 — 713-й просит посадку — Генри (озвучил Артём Карапетян)
- 1963 — Генерал и маргаритки — Петер Ранар
- 1963 — Мечте навстречу — Иван Баталов
- 1964 — Дети моря — моряк Гурам
- 1964 — Они шли на Восток — раненый итальянский солдат
- 1964 — Царская невеста — Григорий Грязной (поёт Евгений Кибкало)
- 1965 — Западня — Эд Грегори
- 1965 — Сегодня — новый аттракцион — Марат Алексеевич Месхиев, дрессировщик
- 1966 — Волшебная лампа Аладдина — султан
- 1966 — Маленький принц — лётчик (озвучил Иннокентий Смоктуновский)
- 1967 — Город просыпается рано — Тенгиз (озвучил Артём Карапетян)
- 1967 — Комиссар — Кирилл, отец ребёнка Клавдии Вавиловой
- 1968 — След Сокола — Ташунка Витко (Неистовый Конь) (озвучил Борис Никифоров)
- 1969 — Красная палатка — Чечони
- 1970 — Миссия в Кабуле — Надир-хан
- 1971 — Даиси — Киазо
- 1971 — Искатели затонувшего города — Эдишер (озвучил Артём Карапетян)
- 1971 — Сказание о Рустаме — Кавус
- 1971 — Рустам и Сухраб — Кавус
- 1972 — Тайник у Красных камней — Лойнаб
- 1973 — Тёплое осеннее солнце — директор музея
- 1974 — Одной жизни мало — Курбаши
- 1976 — Настоящий тбилисец и другие — сосед темпераментной дамы, автолюбитель (озвучил Владимир Дружников)
- 1976 — Побег на рассвете — Коциа Эристави
- 1976 — Сказание о Сиявуше — Кавус
- 1977 — Берега — Сехниев (озвучил Олег Мокшанцев)
- 1978 — Путь к Софии — Леандр Леге, французский вице-консул
- 1979 — Ждите связного — командир партизанского отряда (озвучил Павел Морозенко)
- 1980 — Жизнь прекрасна — Альварадо (озвучил Владимир Дружников)
- 1982 — Дмитрий II — Тарсаич Орбели
- 1982 — Огненные дороги (сериал, фильм 3) — Дюндар, богатый турок
- 1984 — Голубые горы, или Неправдоподобная история — актёр
- 1985 — Грядущему веку — граф Чано
- 1985 — Кто четвёртый? — полковник
- 1988 — Житие Дон Кихота и Санчо — сеньор
- 1990 — Операция «Вундерланд» — слуга Бюхнера
- 1990 — Роковой выстрел — Нодар, начальник милиции
- 2001 — Антимоз Ивериели — патриарх Доситеос
- 2002 — Дронго — Давид Гогиа

### Режиссёрские работы
- 1963 — Мечте навстречу
- 1970 — Проходная пешка
- 1979 — Ждите связного
- 1982 — Азбука мудрости
- 1985 — Кто четвёртый?
- 1989 — Операция «Вундерланд»
- 1990 — Роковой выстрел

### Сценарии
- 1979 — Ждите связного
- 1990 — Роковой выстрел